# San Girolamo in atto di sigillare una lettera (Guercino, Palazzo Barberini)
San Girolamo in atto di sigillare una lettera è un dipinto a olio su tela (137x147 cm), di Giovanni Francesco Barbieri, detto Guercino, databile al 1617-18 e conservato presso la Galleria Nazionale d'arte antica di Palazzo Barberini, a Roma. Esiste un'altra versione autografa, in collezione privata Patrizi a Roma. Le due tele, pur presentando alcune  differenze, condividono la medesima composizione e identiche caratteristiche stilistiche, ma hanno storie collezionistiche distinte. 

## Storia
La prima notizia della versione conservata presso la Galleria nazionale d'arte antica di Palazzo Barberini compare in una stima della collezione del marchese Valerio Santacroce, redatta il 1º maggio 1670, da due pittori bolognesi, i fratelli Alessandro e Giovanni Francesco Grimaldi, che lo attribuirono al Guercino e lo valutarono 200 scudi: un prezzo molto alto e congruo per un’opera autografa del Guercino. L'attendibilità di questo inventario è solidamente documentata.
Secondo Denis Mahon, il dipinto rimase nella bottega del Guercino per un certo periodo prima di essere venduto alla famiglia Santacroce. La vendita deve essere avvenuta prima del 1629, poiché l'opera non compare nel Libro dei conti che il fratello del Guercino, Antonio Barbieri, iniziò a tenere proprio in quell'anno, annotando con meticolosa precisione le opere vendute e i relativi pagamenti.
Nel 1787 il dipinto fu visto in Palazzo Santacroce da Friedrich Wilhelm Basilius von Ramdohr.
Ricompare nell'inventario redatto da Giuseppe Antonio Guattani, Descrizione ragionata degli oggetti esistenti nel Palazzo di S. E. il Signor Don Giovanni Torlonia, compilato dal 1817-1821. Il passaggio dalla collezione Santacroce a quella Torlonia deve quindi  avvenuto fra il 1787 e il 1812. Guattani definì il dipinto «opera stimatissima» e della sua «più forte e accreditata maniera». L'opera continua a comparire come opera autografa nei successivi inventari della collezione Torlonia del 1855 e del 1892.
Donato allo Stato Italiano dalla famiglia Torlonia nel 1892, nel 1927 fu collocato in deposito esterno presso l'Accademia dei Lincei, declassata a opera di scuola bolognese del XVII secolo.
Lì rimase, a lungo ignorato dalla stragrande maggioranza degli studiosi, salvo una fugace citazione di Mahon, che lo giudicò una copia, basandosi però solamente sulla base di una fotografia.
Il dipinto è stato riscoperto da Rossella Vodret, che notò sul retro la scritta «Torlonia 7», riferibile a un inventario dei dipinti appartenuti ad Alessandro Torlonia, redatto nel 1855. Essendo a conoscenza del comprovato rapporto fra le famiglie Torlonia e Santacroce, la studiosa ne dedusse l'identificazione con il dipinto già giudicato autografo dai fratelli Grimaldi e dal Guattani.
In previsione della mostra Guercino e la pittura emiliana del ’600 (Padova, 7 ottobre 2000 – 28 gennaio 2001), il dipinto fu sottoposto a un intervento di pulitura, durante il quale vennero rimosse le pesanti ridipinture. In quell'occasione, nel giugno del 1999, Mahon poté studiarlo a lungo de visu e lo riconobbe come opera autografa del Guercino. La conferma definitiva dell’autografia è giunta grazie agli studi riflettografici e radiografici, che hanno evidenziato l'assenza di pentimenti.

## Descrizione
Il dipinto raffigura san Girolamo, seduto presso uno scrittoio in un paesaggio notturno. Il santo è rappresentato seminudo, con il busto scoperto e un ampio drappo rosso che gli avvolge le gambe. È colto nell’atto di sigillare una lettera: la mano sinistra tiene fermo un foglio, mentre la destra impugna lo strumento da sigillo, con il braccio sollevato e piegato sopra la testa. Il volto, leggermente inclinato, è incorniciato da una lunga barba bianca.
Sullo scrittoio si trovano un libro aperto, una penna d'oca e un calamaio. Sullo sfondo, a sinistra, si intravede un paesaggio con una massa rocciosa e alcuni alberi, illuminati da una luce lunare. In secondo piano, alla sinistra del santo, si distingue la figura di un leone accovacciato.
Il panneggio è reso con pieghe ampie e profonde, che seguono la torsione del corpo. Il corpo di san Girolamo è descritto con particolare attenzione anatomica, evidenziata dal contrasto tra le zone illuminate e quelle in ombra. Il cielo presenta nuvole scure, disposte a diagonale, che lasciano filtrare una luce fredda dall’orizzonte.

### Differenza fra le due versioni
- la resa del paesaggio sullo sfondo;
- le proporzioni e la posizione del leone;
- la forma e la disposizione delle nuvole nel cielo;
- la struttura delle pieghe e delle lumeggiature del drappo rosso;
- la presenza di una scritta diversa sulla lettera che il santo sta sigillando;
- leggere variazioni nella posizione della penna d’oca e nell’inclinazione del libro.

## Stile
A differenza della maggior parte dei grandi pittori bolognesi del Seicento, Guercino si formò da autodidatta, completando la propria preparazione attraverso viaggi a Ferrara e Venezia. Dall'assimilazione di queste esperienze elaborò uno stile personale, caratterizzato da effetti di luce vibranti, dalla resa atmosferica e dalla vivacità espressiva, elementi uniti a una sensibilità cromatica di derivazione veneziana. Tali caratteristiche si manterranno costanti nel corso dell’intera attività del pittore.
San Girolamo in atto di sigillare una lettera, conservato a Palazzo Barberini, è un esempio significativo della prima maniera di Guercino, precedente al soggiorno romano. Il dipinto presenta una costruzione compositiva dinamica, con articolazioni e movimenti che preludono al linguaggio barocco, sostenuti da una salda robustezza formale e da una luce intensa e cangiante. Alcuni dettagli, come il paesaggio e il cielo – quest'ultimo ridipinto – mostrano affinità con l'Apollo e Marsia della Galleria Palatina.
Come sottolinea Mahon, siamo di fronte a un fatto insolito per Guercino, di cui non si conoscono altri esempi: l'esecuzione di una tela senza le ultime finiture e la realizzazione ex novo di un altro dipinto (quello Patrizi) con analoga struttura compositiva. Sembrerebbe dunque una sorta di prova preparatoria della versione Patrizi.